# ارسلانوو (شهرستان چیشمینسکی، باشقیرستان)
ارسلانوو (انگلیسی: Arslanovo, Chishminsky District, Republic of Bashkortostan) یک شهرک در شهرستان چیشمینسکی در استان باشقیرستان کشور روسیه است.